# 与謝野町宮津市中学校組合立橋立中学校
与謝野町宮津市中学校組合立橋立中学校（よさのちょう みやづし ちゅうがっこうくみあいりつ はしだてちゅうがっこう）は、京都府与謝郡与謝野町岩滝にある公立中学校。宮津市の北部（日ヶ谷、養老、世屋、日置、府中地区）及び吉津地区と与謝野町の旧岩滝町域を校区としているため、中学校組合の運営となっている。京都府の中学校として唯一授業で弓道をとりいれているのが特徴。与謝野町役場に近い。

## 沿革
- 1947年4月25日 - 岩滝町、府中村、吉津村3ヵ町村組合立橋立中学校設立（5月3日に開校式を挙行。校舎は岩滝小学校を借用し、分校を吉津小学校、府中小学校に設置）
- 1948年4月1日 - 府中小学校、吉津小学校に設置された橋立中学校の分校が府中中学校、吉津中学校として独立し、岩滝町立橋立中学校に改称
- 1949年4月 - 独立校舎竣工
- 1950年4月 - 岩滝町、府中村、吉津村3ヵ町村組合立橋立中学校に改称
- 1954年10月 - 6月の宮津市発足に伴い岩滝町宮津市中学校組合立橋立中学校に改称
- 1992年 - コンピューター室を設置
- 2006年3月1日 - 3町（岩滝町、加悦町、野田川町）の合併に伴い与謝野町宮津市中学校組合立橋立中学校に改称
- 2012年4月 - 学校給食開始
- 2014年4月 - 宮津市立日置中学校と統合
- 2017年4月 - 宮津市立養老中学校と統合

## 主な出身者
- 中村有希 (陸上競技選手、100mH選手、400mH選手、第85回日本学生陸上競技対校選手権大会100mH第2位、2017日本学生陸上競技個人選手権大会100mH優勝)

## 通学区域
以下の小学校区の全域を通学区域とする。
- 宮津市立府中小学校
- 宮津市立吉津小学校
- 宮津市立日置小学校
- 宮津市立養老小学校
- 与謝野町立岩滝小学校

## アクセス
- 北近畿タンゴ鉄道宮津線 岩滝口駅下車

## 通学区域が隣接している学校
- 宮津市立宮津中学校
- 与謝野町立江陽中学校
- 京丹後市立大宮中学校
- 京丹後市立弥栄中学校
- 伊根町立伊根中学校